# Joséphine de Beauharnais
|  | Denne artikel omhandler den franske kejserinde. Artiklen om hendes barnebarn af samme navn, den svenske dronning Josephine, ligger under navnet Josefine af Leuchtenberg |
Joséphine de Beauharnais (født Marie Josèphe Rose Tascher de la Pagerie 23. juni 1763, død 29. maj 1814) var Napoleon 1.s første hustru og Frankrigs kejserinde.

## Liv
Marie Josèphe Rose Tascher de la Pagerie blev født på Martinique. I 1779 flyttede hun til Frankrig og blev gift med den franske aristokrat Alexandre de Beauharnais. Under den Franske Revolution blev de fængslet under Terrorregimet. Alexandre blev henrettet, men Joséphine blev løsladt efter Robespierres fald.
Den unge enke med to børn, Eugène og Hortense, fik flere førende politikere som elskere, blandt andre Barras og den unge general Napoleon Bonaparte.
I 1796 blev hun gift med Napoleon. De fik ingen børn og blev skilt i 1810.

## Andet
- Hendes søn, Eugène de Beauharnais, vicekonge af Italien under Napoleon[6]
- Hendes datter, Hortense de Beauharnais, Napoleon 3.s mor[6]
- Hendes barnebarn, datter af Eugène, Josefine af Leuchtenberg, Oscar 1. af Sveriges hustru[7]